# Aegopogon tenellus
Aegopogon tenellus là một loài thực vật có hoa trong họ Hòa thảo. Loài này được (DC.) Trin. mô tả khoa học đầu tiên năm 1824.